# Lijst van analysemethoden voor materialen
Dit is een lijst van karakteriserings- en analysemethoden voor materialen en hun structuren. De technieken zijn essentieel in het vakgebied der materiaalkunde, maar worden ook veel toegepast in de vastestoffysica en analytische chemie. De analysemethoden worden weergegeven op basis van hun acroniem, indien aanwezig, en staan op alfabetische volgorde. Synoniemen zijn aangegeven en analysemethoden, die alleen als toevoeging op een andere methode mogelijk zijn, zijn aangegeven met "zie hoofdtechniek".

## A
- AAS –  Atomaire-absorptiespectrometrie
- AED – Auger-elektrondiffractie
- AES – Auger-elektronspectroscopie
- AES – Atomaire emissie spectroscopie, synoniem met OES
- AFM –  Atoomkrachtmicroscopie
- AFS of FCM – Fluorescentiespectroscopie
- APFIM – Atom probe field ion microscopie
- APS – Appearance potential spectroscopie
- ARPES – Angle resolved photoemission spectroscopie, synoniem met ARUPS
- ARUPS – Angle resolved ultraviolet photoemission spectroscopie
- ATR – Attenuatie van de totale reflectie
- AUC – Analytische ultracentrifugatie

## B
- BET – BET surface area measurement (BET van Brunauer, Emmett, Teller)
- BiFC – Bimolecular fluorescence complementation
- BKD – Backscatter Kikuchi diffraction, zie EBSD
- BRET – Förster resonance energy transfer
- BSED – Back scattered electron diffraction, synoniem van EBSD

## C
- CAICISS – Coaxial impact collision ion scattering spectroscopie
- CARS – Coherent anti-Stokes Ramanspectroscopie
- CBED – Convergent beam electron diffraction
- CCM – Charge collection microscopie, zie EM
- CDI – Coherent diffraction imaging
- CE – Capillaire elektroforese
- CET – Cryo-elektronentomografie, ET
- CL – Kathodeluminescentie
- CLSM – Confocal laser scanning microscopie
- COSY – Correlatie spectroscopie
- CR – Cyclotron resonance
- Cryo-EM – Cryo-elektronenmicroscopie, zie EM
- Cryo-SEM – Cryo-rasterelektronenmicroscopie, zie SEM
- CV – Cyclovoltammetrie

## D
- DDC – Dynamische differentiecalorimetrie
- DE(T)A – Diëlektrische thermische analyse
- dHvA – De Haas–van Alphen-analyse
- DIC – Differentiële interferentiecontrastmicroscopie
- Diëlektrische spectroscopie
- DLS – Dynamische lichtverstrooiing
- DLTS – Transiënte spectroscopie op diep niveau
- DMA, DMTA of DTMA – Dynamisch-mechanische analyse of dynamische thermo-mechanische analyse
- DPI – Interferometrie met dubbele polarisatie
- DRS – Diffuse reflectiespectroscopie
- DSC – Dynamische differentiecalorimetrie
- DTA – Differentiële thermische analyse
- DVS – Dynamische dampsorptie

## E
- EBIC – Electron beam induced current, zie IBIC
- EBS – Elastische (niet-Rutherford) backscattering spectrometrie, zie RBS
- EBSD – Electron backscatter diffraction
- ECOSY – Exclusive correlation spectroscopie
- ECT – Electrical capacitance tomography
- EDAX – Energy-dispersive analysis of x-rays
- EDMR – Electrically detected magnetic resonance, zie ESR of EPR
- EDS of EDX – Energy dispersive X-ray spectroscopie, zie SEM
- EELS – Elektronen energieverlies spectroscopie
- EFM – Electrostatic force microscopy
- EF-TEM – Energy filtered transmission electron microscopie, zie TEM
- EID – Electron induced desorption
- EIT en ERT – Elektrische impedantie-tomografie en elektrische weerstand tomografie
- EIS –  Elektrochemische impedantie-spectroscopie
- EL – Elektroluminescentie
- Ellipsometrie
- Elektronenkristallografie
- ELS – Electrophoretic light scattering
- EM – Elektronenmicroscopie
- ENDOR – Electron nuclear double resonance, zie ESR
- EPMA – Elektronensonde-microanalyse of elektronenmicrosonde, zie SEM
- EPR – Elektron paramagnetische resonantie spectroscopie, zie ESR
- ERD of ERDA – Elastic recoil detection of elastic recoil detection analysis
- ESCA – Elektronenspectroscopie voor chemische analyse, zie XPS
- ESD – Electron stimulated desorption
- ESEM – Environmental scanning elektronenmicroscopie, zie SEM
- ESI-MS of ES-MS – Elektrospray-ionisatie massaspectrometrie of elektrospray massaspectrometrie
- ESR – Elektronspinresonantie-spectroscopie
- ESTM – Electrochemical scanning tunneling microscopie
- ET – Elektronentomografie
- EXAFS – Extended X-ray absorption fine structure
- EXSY – Exchange spectroscopie

## F
- FCS – Fluorescentie correlatie spectroscopie
- FCCS – Fluorescence cross-correlation spectroscopy
- FEM – Field emission microscopy
- FIB – Focused ion beam microscopy
- FIM-AP – Field ion microscopy–atom probe
- Flow birefringence
- Fluorescence anisotropy
- FLIM – Fluorescence lifetime imaging
- FCM – Fluorescentiemicroscopie
- FOSPM – Feature-oriented scanning probe microscopy, zie SPM
- FRET – Förster resonance energy transfer
- FRS – Forward Recoil Spectrometry, synoniem van ERD
- FTICR – Fourier-transform ion cyclotron resonance, zie CR
- FT-MS – Fourier-transform massaspectrometrie, zie MS
- FTIR – Fourier-transform infraroodspectroscopie, zie IR

## G
- GC – Gaschromatografie
- GC-MS – Gaschromatographie-massaspectrometrie, zie GC
- GDMS – Glow discharge mass spectrometry
- GDOS – Glow discharge optical spectroscopy
- GISAXS – Grazing incidence small angle X-ray scattering
- GIXD – Grazing incidence X-ray diffraction
- GIXR – Grazing incidence X-ray reflectivity
- GLC – Gas-vloeistofchromatografie, zie GC

## H
- HAADF – High angle annular dark-field imaging
- HAS – Helium atom scattering
- HPLC – High performance liquid chromatography
- HREELS of HEELS – High resolution electron energy loss spectroscopy, zie EELS
- HREM – High-resolution electron microscopy
- HRTEM – High-resolution transmission electron microscopy
- HI-ERDA – Heavy-ion elastic recoil detection analysis
- HE-PIXE – High-energy proton induced X-ray emission

## l
- IAES – Ion induced Auger electron spectroscopy, zie AES
- IBA – Ionenbundelanalyse
- IBIC – Ion beam induced charge microscopie
- ICP-AES – Inductively coupled plasma atomic emission spectroscopy
- ICP-MS – Inductief gekoppelde plasmamassaspectrometrie
- ICR – Ion cyclotron resonance
- IETS – Inelastic electron tunneling spectroscopy
- IGA – Intelligent gravimetric analysis
- IGF – Inert gas fusion
- IIX – Ion induced X-ray analysis, zie PIXE
- Immunofluorescentiemicroscopie, zie FCM
- INS – Ion neutralization spectroscopy
- Inelastic neutron scattering
- IRNDT – Infrared non-destructive testing of materials
- IRR – Infraroodreflectografie
- IRS – Infraroodspectroscopyie
- ISS – Ion scattering spectroscopy
- ITC – Isothermal titration calorimetry
- IVEM – Intermediate voltage electron microscopy, zie EM

## L
- LALLS – Low-angle laser light scattering
- LC – Vloeistofchromatografie
- LC-MS – Vloeistof chromatografie-massaspectrometrie, zie LC
- LEED – Laagenergetische elektrondiffractie
- LEEM – Lage-energie elektronenmicroscopie
- LEIS – Lage-energie ionenverstrooiing
- LFM – Lateral force microscopy
- LIBS – Laser induced breakdown spectroscopy
- LOES – Laser optical emission spectroscopy
- LS – Licht(Raman)verstrooiing of Ramanverstrooiing

## M
- MALDI – Matrix-assisted laser desorption/ionization
- MBE – Molecular beam epitaxy
- MEIS – Medium energy ion scattering
- MFM – Magnetic force microscopy
- MIT – Magnetic induction tomography
- MPM – Multiphoton fluorescence microscopy
- MRFM – Magnetic resonance force microscopy
- MRI – Magnetic resonance imaging
- MS – Massaspectrometrie
- MS/MS – Tandem mass spectrometry, zie MS
- MSGE – Mechanically stimulated gas emission
- Mössbauerspectroscopie
- MTA – Microthermische analyse

## N
- NAA – Neutronenactiveringsanalyse
- ND – Neutronendiffractie
- NDP – Neutron depth profiling
- NEXAFS – Near edge X-ray absorption fine structure, synoniem van XANES
- NIS – Nuclear inelastic scattering/absorption
- NMR – Kernspinresonantie-spectroscopie
- NOESY – Nuclear Overhauser effect spectroscopy
- NRA – Nuclear reaction analysis
- NSOM – Near-field optical microscopy

## O
- OBIC – Optical beam induced current
- ODNMR – Optically detected magnetic resonance, zie ESR
- OES – Optische emissie spectroscopie, synoniem met AES
- OM – Optische microscopie
- OM-TL – Optische microscopie met transmissie licht, zie OM
- OM-RL – Optische microscopie met gereflecteerd licht, zie OM
- Osmometry

## P
- PAS – Positron annihilation spectroscopy
- Fotoacoustic spectroscopie
- PAT of PACT – Fotoacoustische tomographie of photoacoustic computed tomography
- PAX – Fotoemissie van geadsorbeerde xenon
- PC of PCS – Photocurrent spectroscopy
- Fasecontrastmicroscopie
- PhD – Fotoelektronendiffractie
- PD – Photodesorption
- PDEIS – Potentiodynamic electrochemical impedance spectroscopy
- PDS – Photothermal deflection spectroscopy
- PED – Photoelectron diffraction
- PEELS – Parallel elektronen energieverlies spectroscopie, zie EELS
- PEEM – Fotoemissie elektronenmicroscopie of fotoelektron emissie microscopie
- PES – Fotoelektronenspectroscopie
- PINEM – photon-induced near-field electron microscopy
- PIGE – Particle (or proton) induced gamma-ray spectroscopy, zie nuclear reaction analysis
- PIXE – Particle (or proton) induced X-ray spectroscopy
- PL – Fotoluminescentie
- Porosimetrie
- Poederdiffractie
- PTMS – Photothermal microspectroscopy
- PTS – Photothermal spectroscopy

## Q
- QENS – Quasielastic neutron scattering
- QCM-D – Quartz crystal microbalance with dissipation monitoring

## R
- RS – Ramanspectroscopie
- RAXRS – Resonant anomalous X-ray scattering
- RBS – Rutherford backscattering spectrometrie
- REM – Reflectie-elektronenmicroscopie, zie EM
- RDS – Reflectance difference spectroscopy
- RHEED – Reflection high-energy electron diffraction
- RIMS – Resonance ionization mass spectrometry
- RIXS – Resonant inelastic X-ray scattering
- RR spectroscopy – Resonantie Ramanspectroscopie

## S
- SAD – Selected area diffraction
- SAED – Selected area electron diffraction
- SAM – Scanning Auger microscopy, zie AES
- SANS – Small-angle neutron scattering
- SAXS – Small-angle X-ray scattering
- SCANIIR – Surface composition by analysis of neutral species en ion-impact radiation
- SCEM – Scanning confocal electron microscopy
- SCM – Scanning capacitance microscopy
- SE – Spectroscopische ellipsometrie, zie ellipsometrie
- SEC – Size exclusionchromatografie
- SEIRA – Surface enhanced infrared absorption spectroscopy
- SEM – rasterelektronenmicroscopie, scanning electron microscopy
- SEI – Secondaire elektron imaging, zie SEM
- SERS – Surface enhanced Raman spectroscopy
- SERRS – Surface enhanced resonance Raman spectroscopy
- SESANS – Spin Echo Small Angle Neutron Scattering
- SEXAFS – Surface extended X-ray absorption fine structure
- SICM – Scanning ion-conductance microscopy
- SIL – Solid immersion lens
- SIM – Solid immersion mirror
- SIMS – Secondary ion mass spectrometry
- SNMS – Sputtered neutral species mass spectrometry
- SNOM – Scanning near-field optical microscopy
- SPECT – Single-photon emission computed tomography-scan
- SPM – Scanning probe microscopy
- SRM-CE/MS – Selected-reaction-monitoring capillaire elektroforese massaspectrometrie
- SSNMR – Solid-state nuclear magnetic resonance
- Starkeffect-spectroscopie
- STED – Stimulated emission depletion microscopy
- STEM – Scanning transmission electron microscopy, zie TEM
- STM – Scanning tunneling microscopy
- STS – Scanning tunneling spectroscopy
- SXRD – Surface X-ray diffraction, zie XRD

## T
- TAT of TACT – Thermoacoustisch tomografie of thermoacoustic computed tomography, zie PAT
- TEM – Transmissie-elektronenmicroscopie
- TGA – Thermogravimetric analysis
- TIKA – Transmitting ion kinetic analysis
- TIMS – Thermische ionisatie massaspectrometrie
- TIRFM – Totale interne reflectie fluorescentie microscopie
- TLS – Photothermal lens spectroscopy, a type of photothermal spectroscopy
- TMA – Thermo-mechanische analyse
- TOF-MS – Time-of-flight mass spectrometry
- TPEF of 2PEF – Two-photon excitation microscopy
- TXRF – Totale reflectie röntgenfluorescentie analyse, zie XRF

## U
- Ultrasound attenuation spectroscopy
- UPS – UV-fotoelektron spectroscopie
- USANS – Ultra small-angle neutron scattering
- USAXS – Ultra small-angle X-ray scattering
- UT – Ultrasoon onderzoek
- UV/Vis – Ultraviolet/visible-spectroscopie

## V
- VEDIC – Video-enhanced differential interference contrast microscopy
- Voltammetrie

## W
- WAXS – Wide angle X-ray scattering
- WDX of WDS – Wavelength dispersive X-ray spectroscopy

## X
- XAES – Röntgen geïnduceerde Auger-elektronspectroscopie, zie AES
- XANES – X-ray absorption fine structure, synoniem van NEXAFS
- XAS – Röntgenabsorptie-spectroscopie
- X-CTR – X-ray crystal truncation rod verstrooiing
- Röntgenkristallografie
- XDS – Röntgen diffuse verstrooiing
- XPEEM – Röntgen fotoelektron emissie microscopie
- XPS – Röntgenfotoelektron-spectroscopie
- XRD – Röntgendiffractie
- XRES – X-ray resonant exchange scattering
- XRF – Röntgenfluorescentiespectrometrie
- XRR – Röntgenreflectiviteit
- XRS – Röntgen Raman verstrooiing
- XSW – Röntgen staande golf techniek

## Symbolen
- μSR – zie muon-spinspectroscopie
- χ – zie magnetische susceptibiliteit